# Saint-Étienne-de-Villeréal
Saint-Étienne-de-Villeréal is een gemeente in het Franse departement Lot-et-Garonne (regio Nouvelle-Aquitaine) en telt 284 inwoners (2005). De plaats maakt deel uit van het arrondissement Villeneuve-sur-Lot.

## Geografie
De oppervlakte van Saint-Étienne-de-Villeréal bedraagt 14,6 km², de bevolkingsdichtheid is 19,5 inwoners per km².
De onderstaande kaart toont de ligging van Saint-Étienne-de-Villeréal met de belangrijkste infrastructuur en aangrenzende gemeenten.

## Demografie
Onderstaande figuur toont het verloop van het inwonertal (bron: INSEE-tellingen).